# Le Tzar et les Grands-ducs
Le Tzar et les Grands-ducs est une chronique d'Auguste de Villiers de l'Isle-Adam qui parut pour la première fois dans le Figaro du 12 mai 1883.

## Résumé
Dans cette chronique, Auguste de Villiers de l'Isle-Adam évoque son voyage de 1870 à Weimar en compagnie de Catulle Mendès et de son épouse Judith Gautier. À la fin d'une soirée, il se promène dans le parc de l'hôtel où nichent de nombreux grands-ducs et aperçoit le tzar un cigare à la main...

## Texte
Le Tzar et les grands ducs (lire sur Wikisource)

## Éditions
- Le Tzar et les Grands-ducs dans le Figaro, édition du 12 mai 1883.
- Le Tzar et les Grands-ducs, dans L'Amour suprême, 1886.